# Johann III. von Egmond

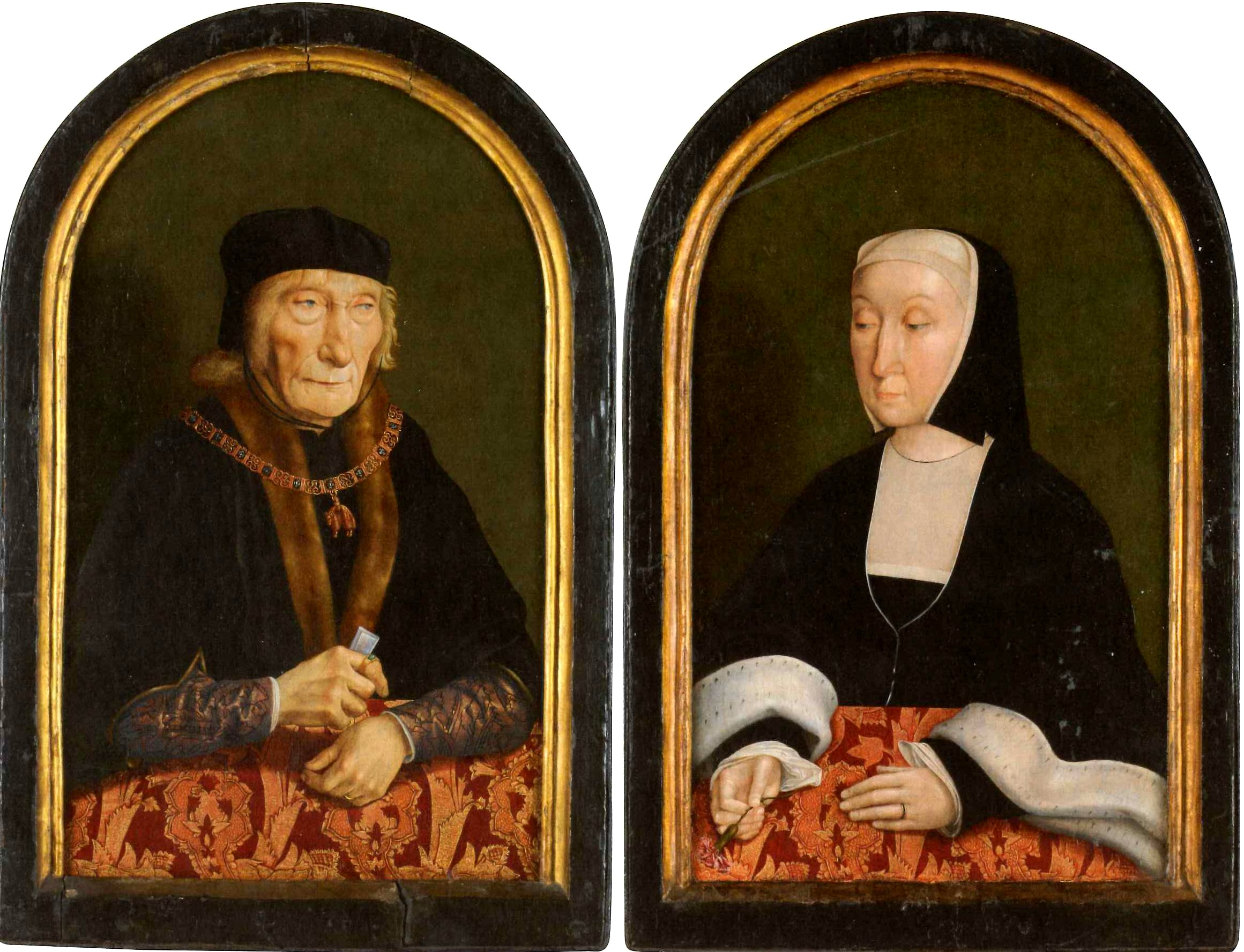
Johann III. von Egmont und seine Frau Magdalena von Werdenberg auf einem Diptychon des Meisters von Alkmaar. Es befindet sich heute Metropolitan Museum of Art in New York.

Wappen des Grafen Johan

Johann III. von Egmond (* 3. April 1438 in Hattem; † 21. August 1516 in Egmond; auch: Manke Jan), Herr von Baer, Lathum, Hoogwoude und Aarstwoude sowie Herr von Purmerend, Purmerland und Ilpendam, war Statthalter von Holland, Zeeland und Westfriesland und erster Graf von Egmond. Er war Stammhalter der Älteren Linie des Hauses Egmond.

## Leben
Wie sein Vater Wilhelm von Egmond unterstützte er die Burgundische Partei im Kampf um die Macht in Geldern. Als Karl der Kühne 1472/73 die Macht dort übernahm, machte er ihn zum Vogt von Westfriesland und 1474 zum Gouverneur von Arnhem. Während des sogenannten Haken-und-Kabeljau-Krieges stand er auf Seiten Maximilians I., der ihn dafür 1483 mit der Statthalterschaft über Holland, Seeland und Westfriesland belohnte. Im Jahr 1486 wurde die Herrlichkeit Egmond zur Reichsgrafschaft erhoben. Im Februar 1489 leitete er zusammen mit Martin von Pohlheim die Belagerung von Rotterdam. Am 26. Juni musste sich die Stadt ergeben.
1491 wurde Egmond Ritter des Ordens vom Goldenen Vlies.
Seine Statthalterschaft in Westfriesland wurde 1491 durch einen Aufstand bedroht, den er mit Hilfe von Albrecht, Gubernator von Friesland, vorläufig niederschlagen konnte.

## Familie
Er war der älteste Sohn von Wilhelm von Egmond (1412–1483) und dessen Frau Walburg von Moers.

Er heiratete 1484 Magdalena von Werdenberg (1464–1538) Tochter des Grafen Georg von Werdenberg und Cousine von Kaiser Maximilian. Das Paar hatte folgende Kinder:
- Josina, (* 31. Oktober 1485; † 30. November 1485)
- Walburga (* 29. Oktober 1490; † 7. März 1529) ⚭ 1506 Wilhelm I. von Nassau
- Katharina (* 1491; † vor 6. März 1544) ⚭ 23. Oktober 1508 Frank von Borsselen, Herr van Cortgene († 1522)
- Anna (* um 1493; † 30. Oktober 1563) Äbtissin von Loosduinen
- Johanna (* Juni 1498; † 1541) ⚭ 17. November 1526 Georg Schenck von Tautenburg
- Johann IV. (1499–1528), sein Nachfolger ⚭ Franziska von Luxemburg, Gräfin von Gavre, Dame de Fiennes († 1. November 1557), Tochter von Jakob II. von Luxemburg-Fiennes
- Georg (um 1504–1559), Bischof von Utrecht
- Philipp, Herr von Baar (1509–1529) starb in Italien
- Josina (?-?) ⚭ 20. Juli 1511 Johann II, Herr von Wassenaer, Burggraf von Leyden (* 1483; † 4. Dezember 1523)

Mit seiner Geliebten Josina van Waervershoef hat er einen Sohn:
- Allert Groot Bastard von Egmond (1483–1534) ⚭ Geerte Wiggertsdochter